# Élection présidentielle togolaise de 2025
L'élection présidentielle togolaise de 2025 a lieu le 3 mai 2025 afin d'élire au scrutin indirect le président de la République togolaise pour un mandat de quatre ans.
Il s'agit de la première élection présidentielle de l'histoire du pays au suffrage universel indirect après la révision constitutionnelle de 2024 opérée par le président de la République Faure Gnassingbé, au pouvoir depuis 2005, afin de faire passer le pays d'un régime présidentiel à un régime parlementaire. Ses changements permettent à Gnassingbé de demeurer à la tête du pays en tant que président du Conseil, une fonction détentrice de l'essentiel des pouvoirs exécutifs, face à un président de la République réduit à un rôle honorifique.
En l'absence d'opposant, les députés et sénateurs réunis en Congrès élisent à l'unanimité Jean-Lucien Savi de Tové, opposant historique au pouvoir et ancien ministre du Commerce, à la tête du pays.

## Contexte

### Élection présidentielle de 2020
L'élection présidentielle de 2020 est remportée par président sortant Faure Gnassingbé au pouvoir depuis la mort de son père en 2005. Déjà réélu pour un troisième mandat lors de l'élection présidentielle de 2015, avec plus de 58 % des suffrages. Le 8 mai 2019, cependant, le gouvernement parvient à faire voter à la quasi-unanimité une révision constitutionnelle instituant une limite de mandats mais permettant à Gnassingbé de se maintenir jusqu'en 2030, les mandats précédents n'étant pas comptabilisés.
Les résultats sont contestés avant même leur annonce par l'opposition et des représentants de la société civile, qui accusent le gouvernement d'avoir procédé à une fraude électorale par le biais de bourrage d'urnes et de trucages des chiffres. Agbéyomé Kodjo se proclame ainsi président élu lors d'une conférence de presse organisée au soir du scrutin, sur la base d'une compilation de procès verbaux effectuée par ses partisans le donnant vainqueur avec entre 57 et 61 %. Kodjo appelle dans la foulée Faure Gnassingbé à reconnaître sa défaite,. La Cour rejette son recours pour manque de preuve, et proclame les résultats définitifs le 3 mars, confirmant la victoire au premier tour de Faure Gnassingbé, avec une participation revue nettement à la hausse à 92,28 % des inscrits.
Le président sortant commence son nouveau mandat le 3 mai 2020.

### Révision constitutionnelle de 2024

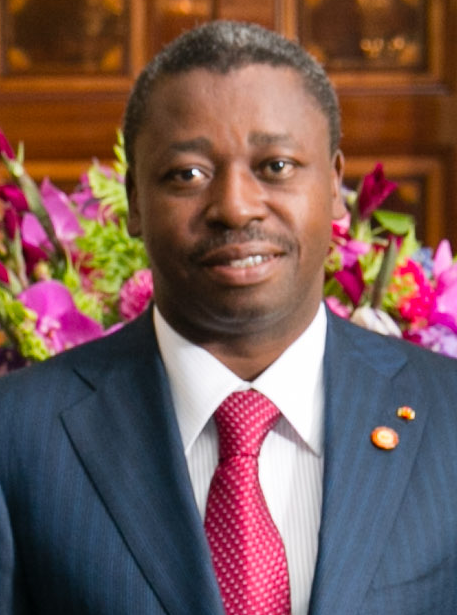
Faure Gnassingbé

Courant mars 2024, l'Assemblée nationale adopte une révision constitutionnelle qui inaugure le passage à une Cinquième République. La révision modifie en profondeur la forme de l'État, qui passe d'un régime présidentiel où le président de la République est élu au scrutin direct pour un maximum de deux mandats de cinq ans et concentre le pouvoir exécutif avec un Premier ministre nommé par lui, à un régime parlementaire où le président est élu pour un mandat unique de six ans au suffrage indirect et ne possède que les pouvoirs honorifiques de chef de l'État, tandis que le Premier ministre — renommé président du Conseil des ministres et désigné par l'Assemblée sans limitation de mandats — devient le réel détenteur du pouvoir exécutif en tant que chef du gouvernement. Le Sénat, toujours pas établi, voit son existence de nouveau maintenue. Le texte est voté le 25 mars par 89 voix pour, une contre et une abstention, soit la majorité qualifiée des quatre cinquièmes exigée par la Constitution de 1992,,.
La révision constitutionnelle suscite de vives critiques chez l'opposition, qui accuse Faure Gnassingbé d'avoir fait voter une « Constitution sur mesure » destinée à lui permettre de se maintenir indéfiniment au pouvoir. Le vote « en catimini » de la révision, alors même que celle-ci entraine une refonte complète des institutions et que le mandat des députés a officiellement pris fin le 31 décembre 2023, suscite particulièrement la controverse. L'opposition réclame la mise à référendum de la révision, qualifiée en l'état d'inconstitutionnelle,. Après plusieurs journées de manifestations de l'opposition que le gouvernement peine à dissiper, Faure Gnassingbé ordonne le 29 mars que le texte soit soumis à une seconde lecture « au vu de l'intérêt suscité par cette loi », sans pour autant obtenir une démobilisation de l'opposition, qui poursuit ses manifestations malgré leur interdiction par le gouvernement,,,.
La révision est finalement adoptée en seconde lecture le 19 avril, à l'unanimité des 87 députés présents. Par rapport à la première mouture du texte, la durée du mandat du président de la République élu au suffrage indirect passe de six à quatre ans, toujours renouvelable une fois.

### Mise en place de la Cinquième République
Les élections législatives d'avril 2024 voient comme attendu, l'Union pour la République (UNIR) du président Faure Gnassingbé arrivé largement en tête avec 108 sièges sur 113,. Il remporte également 137 des 179 sièges de conseillers régionaux aux élections régionales organisées le même jour, ce qui devrait lui assurer la mainmise sur le futur Sénat,. Cette victoire de l'UNIR permet à Faure Gnassingbé de viser sans risques le poste de président du Conseil, qui lui permettrait de se maintenir au pouvoir sans limitation de durée, après dix neuf années déjà passées à la présidence de la République. L'UNIR se félicite de cette victoire écrasante qui valide la réforme constitutionnelle selon Gilbert Bawara, ministre de la Fonction publique, du Travail et du Dialogue social, et proche du président.
La réforme constitutionnelle est promulguée le 21 mai. Les dispositions provisoires permettent l'entrée en vigueur des changements d'ici un an, après l'installation du Sénat. Le gouvernement sortant démissionne le jour même.
Les élections sénatoriales de 2025 voient la victoire sans surprise de l'UNIR qui remporte 34 des 41 sièges à pourvoir. Le 5 mars, le président de la République Faure Gnassingbé complète la composition de la chambre haute avec la nomination des 20 derniers sénateurs, dont Joseph Kokou Koffigoh, ancien Premier ministre sous la présidence de Gnassingbé Eyadéma. L'installation du Sénat est l'une des dernières étapes dans la mise en œuvre de la Constitution de 2024, l'une de ses première tâches sera en effet d'élire avec l'Assemblée nationale, le nouveau président de la République sans réel prérogatives, afin de permettre à Faure Gnassingbé de se maintenir au pouvoir en tant que président du Conseil, dans le cadre de l'établissement du régime parlementaire. La première législature de la chambre haute s'ouvre le 6 mars, inaugurant officiellement le passage au bicamérisme dans le pays.
Le 3 mai 2025, Faure Gnassingbé démissionne de la présidence de la République et prête serment devant le Cour constitutionnelle comme président du Conseil. Les députés et sénateurs sont convoqués l'après-midi même pour élire au scrutin indirect le nouveau président honorifique du pays.

## Système électoral
Sous la Constitution de 2024, le président de la République togolaise est élu pour un mandat de quatre ans — renouvelable une seule fois — au scrutin indirect par un collège électoral composé des membres de l'Assemblée nationale et du Sénat, réunis en Congrès. Lors des deux premiers tours, est élu le candidat réunissant la majorité absolue du total des membres du collège électoral. Au troisième tour, la majorité requise est abaissée à une la majorité simple.
Ce collège doit être convoqué par le président de l'Assemblée nationale dans les trente jours qui précèdent le terme du mandat du chef de l'État sortant. Si l'Assemblée nationale est dissoute ou si la fin de la législature en cours est dans moins de trois mois, l'élection présidentielle est convoqué dans les quarante-cinq jours qui suivent l'installation de la nouvelle législature. Dans l'éventualité d'un empêchement définitif du président de la République en exercice, la réunion des grands électeurs est convoquée au plus tard dans les quarante-cinq jours à partir de la fin précipitée du mandat du président sortant.
Pour se présenter, un candidat doit être proposé par l'un des groupes parlementaires de l'Assemblée nationale, il doit être exclusivement de nationalité togolaise de naissance, être âgé de plus de 50 ans au moment de l'élection et jouir de ses droits civiques et politiques ainsi que résider sur le territoire national depuis plus d'un an. Enfin, il doit avoir été constaté par trois médecins accrédités par la Cour Constitutionnelle comme présentant un état général de bien-être physique et mental.

## Résultats
| Candidats                | Candidats                | Partis                   | Voix    | %       |
| ------------------------ | ------------------------ | ------------------------ | ------- | ------- |
|                          | Jean-Lucien Savi de Tové | CPP                      | 150     | 100     |
|                          |                          |                          |         |         |
| Majorité requise         | Majorité requise         | Majorité requise         | 88 voix | 88 voix |
|                          |                          |                          |         |         |
| Votes valides            | Votes valides            | Votes valides            | 150     | 100     |
| Votes blancs et nuls     | Votes blancs et nuls     | Votes blancs et nuls     | 0       | 0       |
| Total                    | Total                    | Total                    | 150     | 100     |
| Abstention               | Abstention               | Abstention               | 24      | 13,79   |
| Inscrits / participation | Inscrits / participation | Inscrits / participation | 174     | 86,21   |

## Analyse
Le groupe parlementaire de l'Union pour la République propose pour candidat à la présidence de la République Jean-Lucien Savi de Tové, un opposant historique au pouvoir. Accusé d'avoir organisé une tentative de coup d’État contre Faure Gnassingbé en 1979, il avait été condamné à dix ans de prison avant de devenir brièvement ministre du Commerce sous la présidence de son fils, de 2005 à 2007. Seul candidat en lice, il est élu à l'unanimité des 150 membres du Congrès,.
Il devient le premier président de la Cinquième République, une fonction honorifique sans réelle prérogatives. L'élection d'un opposant à la tête de l'État surprend les observateurs, qui y voient une tentative de Faure Gnassingbé de légitimer la transition de régime. Âgé de 86 ans, Savi de Tové devient par ailleurs le chef de l’État le plus vieux de l'histoire du Togo.